# Březule balzámová

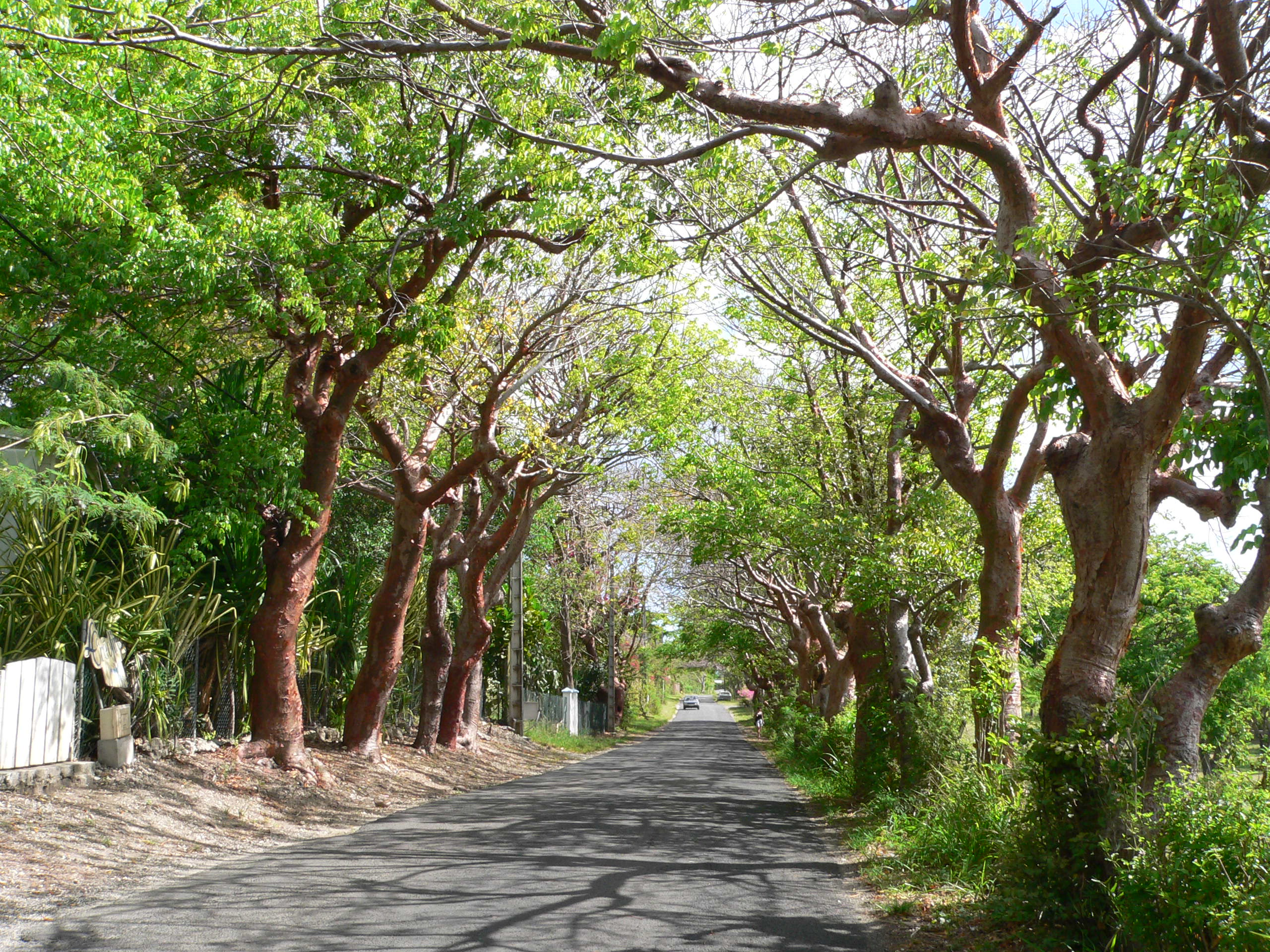
Březulová alej

Březule balzámová (Bursera simaruba) je opadavý strom z tropických oblastí Nového světa, je nejznámější z asi 110 podobných druhů rodu březule. Dřevina je nápadná červenou, v plátech se odlupující kůrou, která je čerstvě po sloupnutí zelená a obsahuje chlorofyl.
Vyskytuje se od jižních oblastí Floridy přes střední Mexiko, státy Střední Ameriky až do Kolumbie,Venezuely, Guyany a zasahuje i na sever Brazílie. Je také původním druhem na mnoha Karibských ostrovech.

## Ekologie
Není náročná na kvalitu půdy, dobře roste v písčité, hlinité nebo jílovité. Nesnáší trvalé zamokření, stanoviště musí mít dobře odvodněné. Vyhovuje půda pH neutrální i silně zásaditá a snese i částečně zasolení. Dobře zakořeněná snadno přečkává sucho, může růst solitérně na plném slunci nebo v lese v polostínu, snáší i velmi silný vítr.
Bývá součásti poloopadavých lesů rostoucích na suchých stanovištích, nebo u mořských pobřeží někdy navazuje na mangrovy. Vyskytuje se také osamoceně na skalách a pastvinách, nebo vytváří stromořadí okolo komunikací. Roste v nadmořské výšce od mořské hladiny po 1900 m, v prostředí s dešťovými srážkami 800 až 3000 mm a průměrnou roční teplotou +18 až +25 °C, nárazově snese i pokles teploty pod 0 °C.
Květy raší koncem zimy, poté počátkem jara opadají staré listy a krátce nato se objeví listy nové. Květy jsou význačným zdrojem pylu a nektaru, jsou opylovány drobným hmyzem, nejsou samosprašné. Tmavě červené plody zrají na stromech více než osm měsíců, na statném stromu se urodí až 15 000 poživatelných plodů.

## Popis
Březule balzámová roste nejčastěji jako strom dorůstající do výše 25 m, někdy keř vysoký až 5 m. Strom má poměrně krátký kmen v dospělosti široký 40 až 90 cm, rozkladité větve a nepravidelnou, rozložitou korunu. Kůra je tenká a odlupuje se v plátech, po odloupnutí je zelená a postupně dostává barvu měděně červenou. Ze stromu po poranění prýští pryskyřice vonící po terpentýnu.
Na koncích větví vyrůstají ve spirále lichozpeřené, 10 až 20 cm dlouhé, dvou až čtyřjařmé listy s řapíkem až 14 cm dlouhým. Tuhé lístky s řapíčkem bývají velké 5 až 17 × 3 až 8 mm, jsou vejčité až kopinaté, na bázi okrouhlé a vrcholu špičaté, po obvodě celokrajné, mírně asymetrické a v mládí chlupaté.
Mnohomanželná koncová nebo úžlabní květenství jsou 8 až 10 cm dlouhé laty nebo štíhlé hrozny tvořené krátce stopkatými květy. Samčí jsou tříčetné a bílé, samičí pětičetné a žlutavě bílé až zelenavě hnědé, někdy jsou uvnitř načervenalé. Kališní lístky jsou velké jen 1 mm, korunní až 3 mm. V samčím květu je deset tyčinek s prašníky, v samičím ze tří plodolistů vytvořený svrchní semeník s krátkou čnělkou s třílaločnou bliznou. Ve květenstvích občas vyrůstají i oboupohlavné květy se samčími i samičími orgány.
Plod je trojboká, asi 1,5 cm dlouhá, červenohnědá, pukající tobolka obsahující jedno bílé, 5 mm velké, trojboké semeno (míšek) obaleno červenou aromatickou dužinou. Semena bývají ptáky i savci roznášena po okolí, podržují si klíčivost asi deset měsíců.

## Význam
Březule balzámová je dřevina potřebující ke zdárnému růstu jen minimální péči. Vysazuje se jak ozdobná, červenokorá solitéra poskytující stín, tak i jako alejové stromy okolo cest. Dva až tři metry dlouhé větve zasazené do vlhké půdy obvykle zakoření a vytvoří rozložité keře (nemají svislé kořeny, jen postranní), které jsou vhodné pro živé ploty ohraničující pozemky.
Stromy rychle regenerují a mladé větve jsou v období sucha používané i jako krmivo pro dobytek. Dřevo skácených stromů slouží jako palivo nebo pro výrobu dřevěného uhlí. Je lehké, měkké a dobře se opracovává, je vhodné pro použití v domácnosti, vyrábějí se z něho dýhy, překližky, nábytek, rukojeti nářadí, zápalky a různé dekorativní předměty.
Pro vysoký obsah pryskyřice nebývají stromy napadány hmyzem, jejich mladé větvičky s pupeny listů však jsou i přes obsah pryskyřice s oblibou spásány malpami kapucínskými. Plody jsou přirozenou potravou pro opice a ptáky, krmí se jimi též i prasata, kozy i morčata.
Pryskyřice z kmene a kůry stromu se používá v léčitelství proti pocení, k léčbě úplavice, kapavky a žlutá zimnice, na popáleniny, proti revmatismu a v jihoamerických kostelech bývá součásti kadidla. Dále slouží k výrobě lepidel, laků a vodu i hmyz odpudivých povlaků. Drcená kůra a listy léčí svrab a povrchové rány, ze sušených listů se vaří vonné čaje.

## Galerie

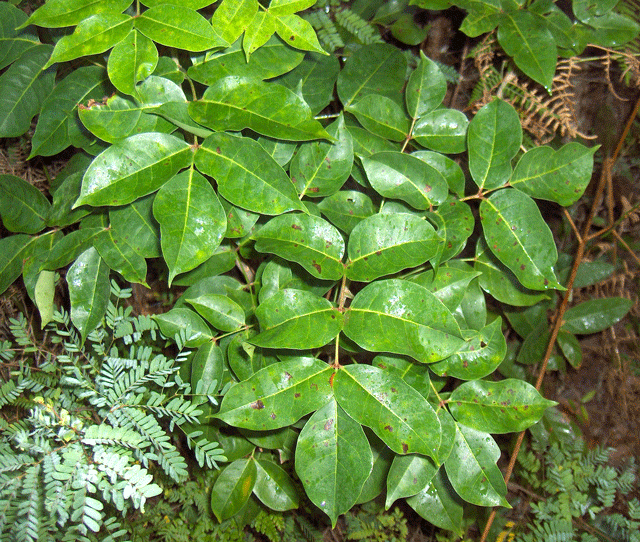
Listy
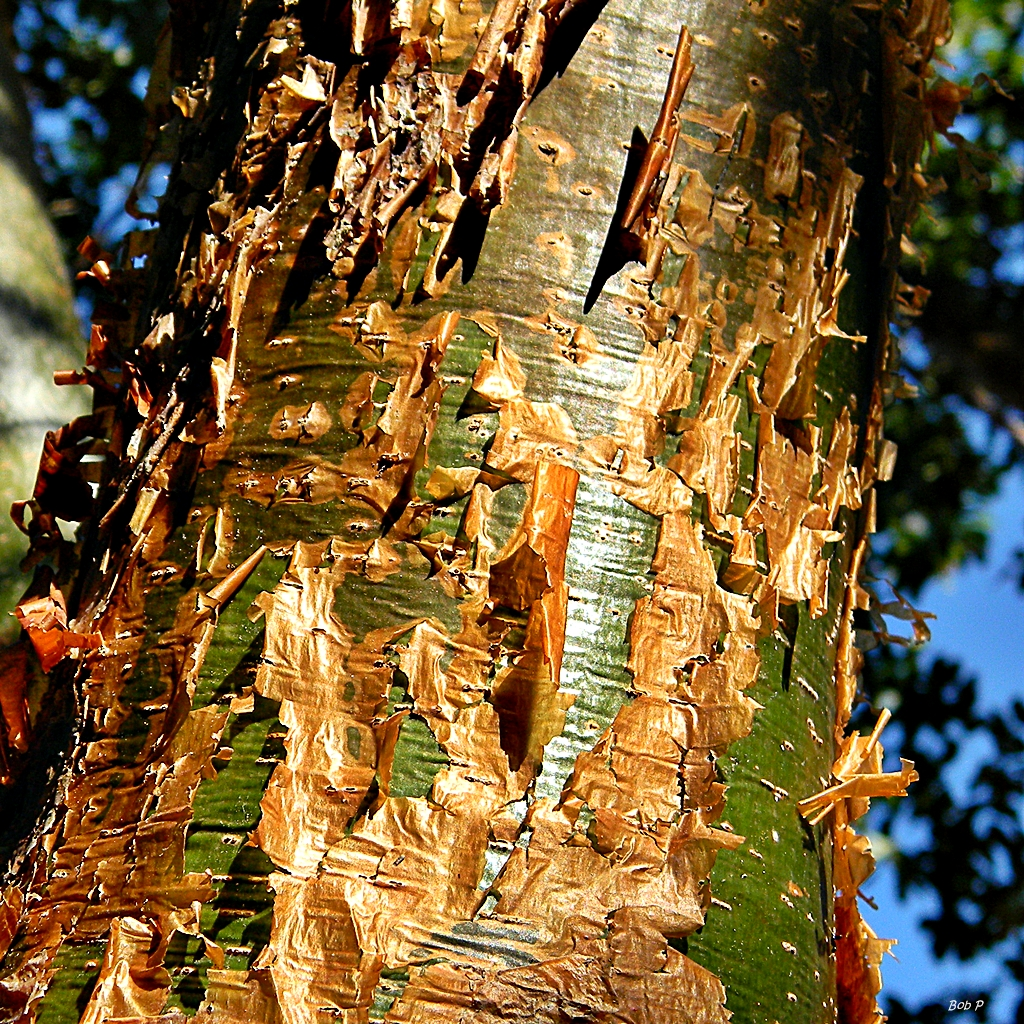
Loupající se kmen
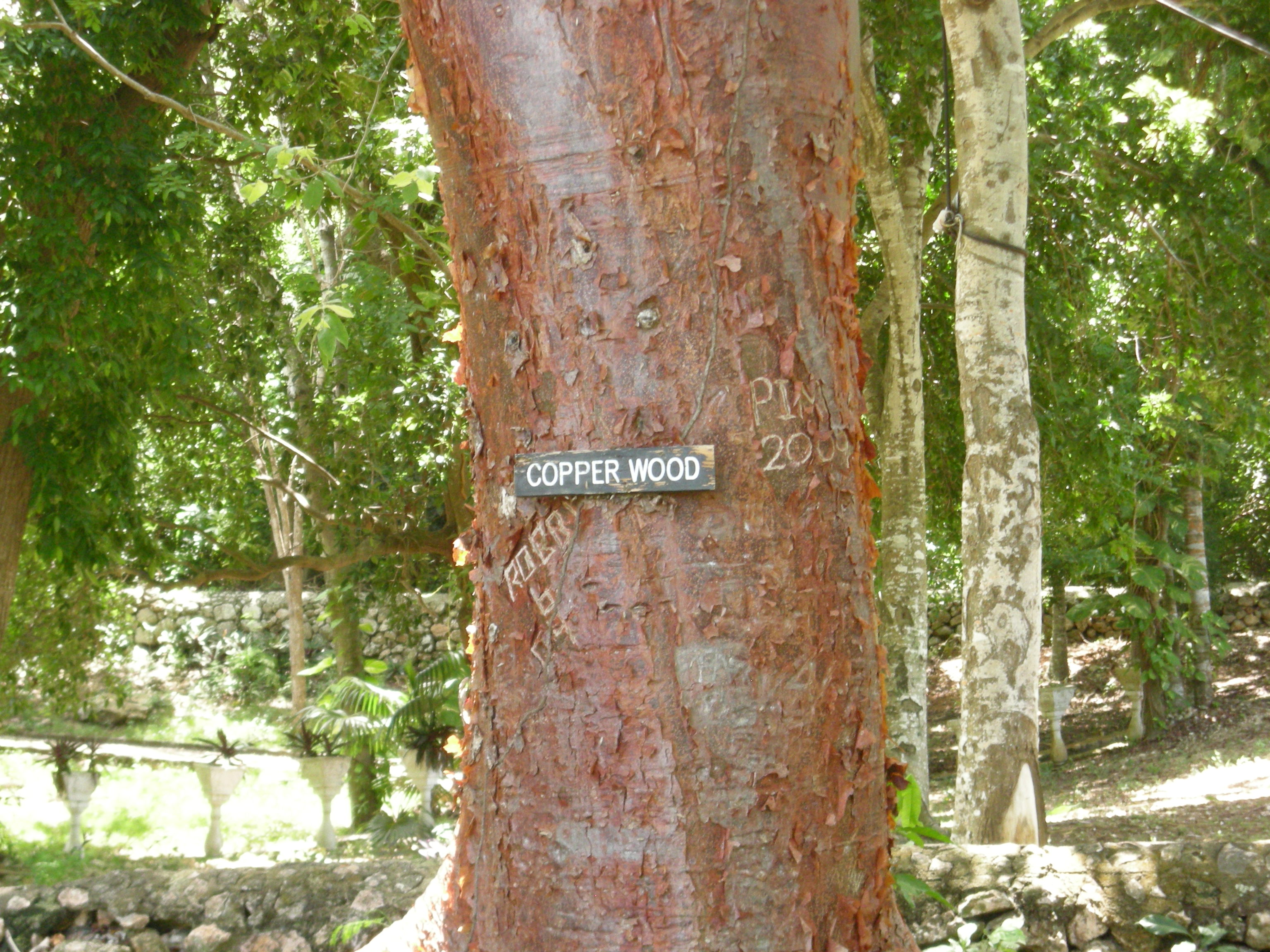
Kmen po oloupání
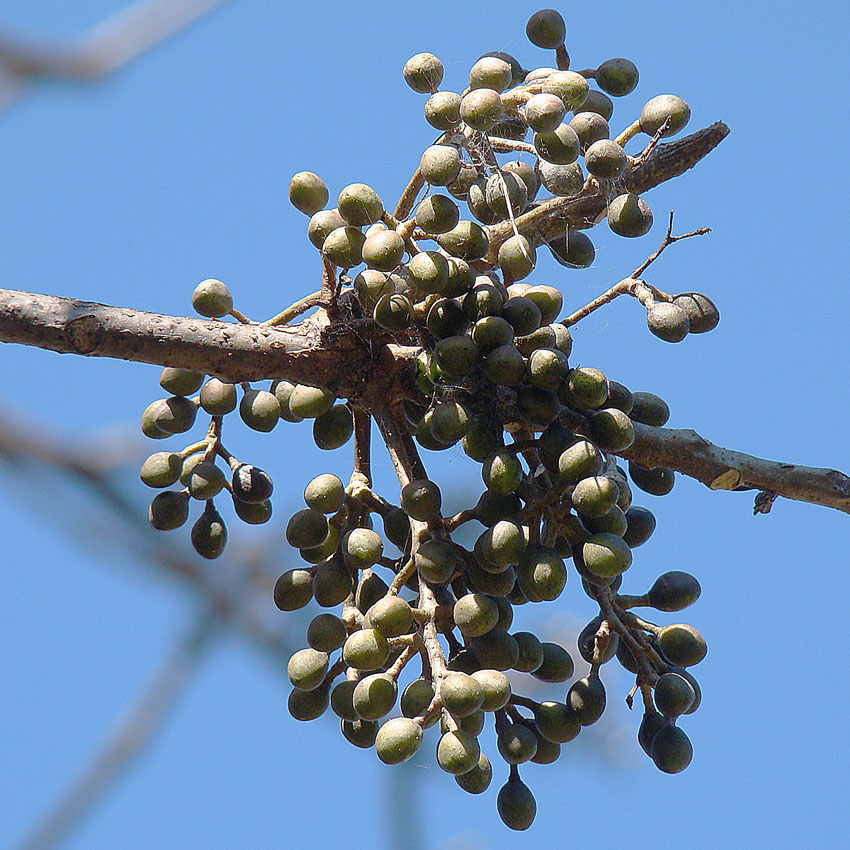
Plody